# Pseudhammus rhamnus
Pseudhammus rhamnus är en skalbaggsart som beskrevs av Dillon 1959. Pseudhammus rhamnus ingår i släktet Pseudhammus och familjen långhorningar.
Artens utbredningsområde är Nigeria. Inga underarter finns listade i Catalogue of Life.